# 贝伦德马里亚
贝伦德马里亚是巴西伯南布哥州的一个市镇。总面积66.666平方公里，总人口人，人口密度0人/平方公里。